# 차지욱
차지욱(본명 : 박정식, 1982년 10월 20일 ~ )은 대한민국의 배우이다.

## 학력
- 서울예술대학 연극과

## 출연작

### 영화
- 《인랑》 (2018년) - 유 부장 참모 역
- 《임금님의 사건수첩》 (2017년) - 사관 7 역
- 《문영》 (2017년) - 권혁철 역
- 《화장》 (2015년) - 김 대리 역
- 《천 번을 불러도》 (2014년) - 조군 역
- 《그댄 나의 뱀파이어》 (2014년) - 남걸 역

### 드라마
- 《독도평전》 (2014년, EBS) - 박어둔 역

### 연극
- 《아일랜드》 (2015년) - 윈스톤 역
- 《큰길가에서》 (2010년) - 부르조프 역

### 뮤직비디오
- 조관우 - 화애 (2013년)